# لاري كوهن (لاعب الجسر)
لاري كوهن (بالإنجليزية: Larry Cohen)‏ هو لاعب الجسر ‏ أمريكي، ولد في 14 أبريل 1959.

## وصلات خارجية
- الموقع الرسمي